# Liste der Kulturdenkmäler in Gebersdorf (Frielendorf)
Die folgende Liste enthält die in der Denkmaltopographie ausgewiesenen Kulturdenkmäler auf dem Gebiet des Ortsteils Gebersdorf der Gemeinde Frielendorf, Schwalm-Eder-Kreis, Hessen.
Hinweis: Die Reihenfolge der Denkmäler in dieser Liste orientiert sich an der Anschrift, alternativ ist sie auch nach der Bezeichnung oder der Bauzeit sortierbar.
Kulturdenkmäler werden fortlaufend im Denkmalverzeichnis des Landes Hessen durch das Landesamt für Denkmalpflege Hessen auf Basis des Hessischen Denkmalschutzgesetzes (HDSchG) geführt. Die Schutzwürdigkeit eines Kulturdenkmals hängt nicht von der Eintragung in das Denkmalverzeichnis des Landes Hessen oder der Veröffentlichung in der Denkmaltopographie ab.

| Bild            | Bezeichnung                         | Lage                   | Beschreibung | Bauzeit | Daten |
| --------------- | ----------------------------------- | ---------------------- | ------------ | ------- | ----- |
| Bild gesucht BW | Wohnhaus Am Gemeindehaus 5          | Am Gemeindehaus 5 Lage |              |         |       |
| Bild gesucht BW | Fachwerkhaus Am Gemeindehaus 7      | Am Gemeindehaus Lage   |              |         |       |
| Bild gesucht BW | Wohnhaus Am Gemeindehaus 9          | Am Gemeindehaus 9 Lage |              |         |       |
| Bild gesucht BW | Wohnwirtschaftsgebäude Hainstraße 5 | Hainstraße 5 Lage      |              |         |       |
| Bild gesucht BW | Fachwerkhaus Hainstraße 7           | Hainstraße 7 Lage      |              |         |       |
| Bild gesucht BW | Wohnwirtschaftsgebäude Hainstraße 8 | Hainstraße 8 Lage      |              |         |       |
| Bild gesucht BW | Hofanlage Hainstraße 12             | Hainstraße 12 Lage     |              |         |       |